# Peveragno
Peveragno är en ort och kommun i provinsen Cuneo i regionen Piemonte i Italien. Kommunen hade 5 600 invånare (2018).